# غراغنانو
غراغنانو ، هي بلدة تقع على تل بين قمة جبلية وساحل أمالفي، وهي كومونا (بلدية) في مدينة نابولي الكبرى في منطقة كامبانيا بجنوب إيطاليا، وتقع على بعد نحو 30 كيلومتر (19 ميل) جنوب شرق مدينة نابولي.
كما تقع غراغنانو على حدود البلديات التالية وهي كاسولاي دي نابولي وكاستيلاماري دي ستابيا وليتر وبيمونتي (نبيذ) ورافيلو سانت انتونيو ابات وسانتا ماريا لا كاريتا وسكالا (ايطاليا).
وفي عام 1169 تمت إضافة اسمها إلى عنوان أسقفية ليتر القريبة، والتي تم تغيير اسمها وبالتالي إلى أبرشية الروم الكاثوليك في ليتر-جرانانو، ولكن لم يكن لدى غراغنانو مطلقًا كاتدرائية مشتركة وبالتالي تم إسقاط عنوانها عندما تمت استعادة الرؤية المكبوتة اسميًا على أنها اسمية أسقفية ليتر.

## المعكرونة

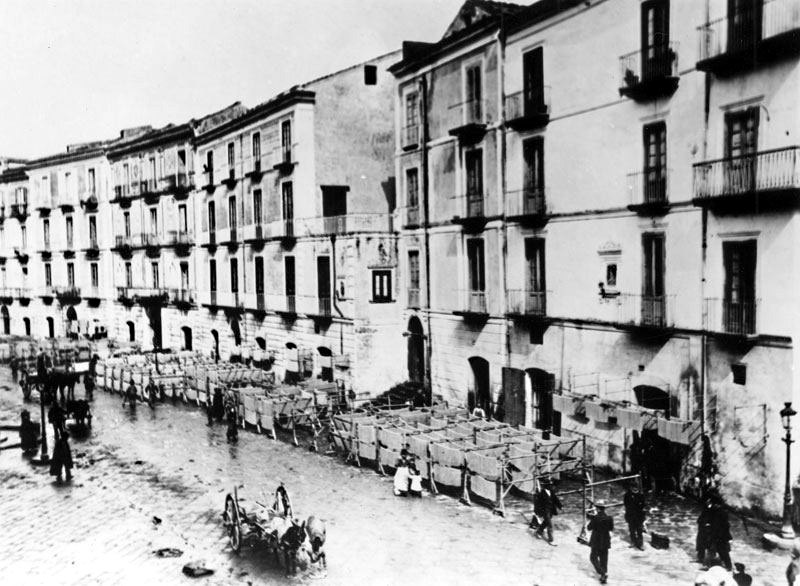
عبر روما في غراغنانو ، حوالي عام 1900.

تعتبر غراغنانو موطن لبعض من أفضل المعكرونة المجففة في إيطاليا. وفي عام 2013، تم تصنيف معكرونة غراغنانو كمؤشر جغرافي محمي من قبل الاتحاد الأوروبي.
تم تصميم الشارع الرئيسي في غراغنانو بشكل واضح لالتقاط نسيم الجبل الممزوج بهواء البحر مرة أخرى عندما علق صانعو المعكرونة السباغيتي على قضبان التجفيف مثل الغسيل، ووفقًا لمجلة فوربس .  تم استخدام السخانات مؤخرًا لتجفيف المعكرونة في درجات حرارة منخفضة (حوالي 50 °م (122 °ف)) لمدة يومين ويتم تشكيلها من البرونز لمنحها ملمسًا خشنًا، مما يؤدي إلى إنتاج معكرونة ذات «رائحة أكثر نعومة وشعور بالمضغ». 

## السكان المحليين البارزين
ولد الممثل تيتو فولو هناك.